# El método de los teoremas mecánicos
El Teorema de la palanca (en griego: Περὶ μηχανικῶν θεωρημάτων πρὸς Ἐρατοσθένη ἔφοδος),  a veces referido simplemente como El Método, es una de las mayores obras de Arquimedes de Siracusa que ha logrado sobrevivir hasta nuestros días. El Método en su formato original fue una carta elaborada por Arquímedes para Eratóstenes, el cual comenzaba describiendo inicialmente dos problemas especiales, para luego comenzar a describir su método. El libro que contenía el método fue probablemente copiado y almacenado en Biblioteca de Alejandría. Esta obra contiene el primer uso documentado de los indivisibles (también denominados "infinitesimales"). El trabajo originalmente se pensó perdido hasta que en 1906 fue redescubierto en el célebre Palimpsesto de Arquímedes. El palimpsesto incluye entre varias obras el Método mecánico, llamado así porque en él se encuentra la ley de la palanca (que fue demostrada por primera vez por Arquímedes), y de algunos casos especiales de centros de gravedad.
Arquímedes no admitió el método mecánico como parte de las matemáticas rigurosas, y por lo tanto no publicó su método en los tratados formales. En estos tratados, demuestra los resultados aplicando solo el método de agotamiento, el cual se basa en la búsqueda rigurosa de los límites superior e inferior, que convergen a la respuesta requerida. Sin embargo, el método mecánico era lo que él utilizaba primero para descubrir las relaciones de las que más tarde dio pruebas rigurosas.

## El enfoque del Método Mecánico
El "método mecánico" de Arquímedes se basa en la idea de que una vez hecha la construcción geométrica, y halladas las relaciones de la figura por medio de la teoría de proporciones, se puede llegar dar una interpretación física a dichas relaciones. Esta interpretación física que utiliza Arquímedes es la llamada ley de la palanca. En la carta a Eratóstenes, Arquímedes muestra el método que posiblemente usó para obtener muchas de sus conclusiones en problemas sobre áreas y volúmenes. Dándose cuenta de que es más fácil, después de haber adquirido por este método cierto conocimiento del objeto de investigación antes llevar a cabo la demostración geométrica deductiva más rigurosa, Arquímedes empleó para este propósito, junto con su ley de la palanca, la idea de que una superficie está conformada por infinitas líneas; y análogamente para figuras en tres dimensiones, la de que un volumen está constituido por infinitos planos.

## Área de una parábola
Actualmente, para explicar el método de Arquímedes, es conveniente hacer uso de la geometría cartesiana (que en aquella época no existía). La idea de Arquímedes era la de usar la ley de la palanca para determinar el área de figuras conociendo el centro de masas de otras. El ejemplo más simple en el lenguaje moderno es el área de la parábola. Arquímedes utilizó un método más elegante, pero en lenguaje cartesiano, su método se basó en calcular el integral:
{\displaystyle \int _{0}^{1}x^{2}\,dx,}
que ―por cálculo integral elemental― es 1/3.
Para encontrar esa integral, se debe equilibrar un triángulo con la parábola. El triángulo es la región en el plano x-y que genera la función y = x, cuando varía desde 0 a 1. La parábola es la región en el plano x-y que genera la función y = x2, cuando varía desde 0 a 1.